# Formula 1: Drive to Survive
Formula 1: Drive to Survive es una serie documental creada en colaboración entre Netflix y el Campeonato Mundial de Fórmula 1, estrenada a través de la plataforma de streaming el 8 de marzo de 2019.
La primera temporada está compuesta por diez capítulos que cubren la temporada 2018 de Fórmula 1, desde su comienzo en Australia hasta su última carrera en Abu Dabi, con «acceso exclusivo a pilotos, directores de equipo, propietarios y al equipo de administración de Fórmula 1».
Fue anunciada durante la celebración del Gran Premio de Australia de 2018 y producida por James Gay-Rees (quien anteriormente estrenó en 2010 el documental Senna), Paul Martin y Sophie Todd para la productora Box to Box Films. Entre las siete temporadas publicadas hasta el momento, esta serie cuenta con 70 capítulos.

## Episodios

### Temporada 1
| N.º     | Título                                           | Fecha de publicación |
| ------- | ------------------------------------------------ | -------------------- |
| 1       | "All to Play For" "Todo en juego"                | 8 de marzo de 2019   |
| 2       | "The King of Spain" "El rey de España"           | 8 de marzo de 2019   |
| 3       | "Redemption" "Redención"                         | 8 de marzo de 2019   |
| 4       | "The Art of War" "El arte de la guerra"          | 8 de marzo de 2019   |
| 5       | "Trouble at the Top" "Problemas de dirección"    | 8 de marzo de 2019   |
| 6       | "All or Nothing" "Todo o nada"                   | 8 de marzo de 2019   |
| 7       | "Keeping Your Head" "Para no perder la cabeza"   | 8 de marzo de 2019   |
| 8       | "The Next Generation" "La próxima generación"    | 8 de marzo de 2019   |
| 9       | "Stars and Stripes" "Las barras y las estrellas" | 8 de marzo de 2019   |
| 10      | "Crossing the Line" "Bandera a cuadros"          | 8 de marzo de 2019   |
| Fuente: |                                                  |                      |

### Temporada 2
| N.º     | Título                                            | Fecha de publicación  |
| ------- | ------------------------------------------------- | --------------------- |
| 1       | "Lights Out" "La largada"                         | 28 de febrero de 2020 |
| 2       | "Boiling Point" "Al límite"                       | 28 de febrero de 2020 |
| 3       | "Dogfight" "Pelea de perros"                      | 28 de febrero de 2020 |
| 4       | "Dark Days" "Días oscuros"                        | 28 de febrero de 2020 |
| 5       | "Great Expectations" "Grandes esperanzas"         | 28 de febrero de 2020 |
| 6       | "Raging Bulls" "Toro salvaje"                     | 28 de febrero de 2020 |
| 7       | "Seeing Red" "Al rojo vivo"                       | 28 de febrero de 2020 |
| 8       | "Musical Chairs" "El juego de la silla"           | 28 de febrero de 2020 |
| 9       | "Blood, Sweat & Tears" "Sangre, sudor y lágrimas" | 28 de febrero de 2020 |
| 10      | "Checkered Flag" "Bandera a cuadros"              | 28 de febrero de 2020 |
| Fuente: |                                                   |                       |

### Temporada 3
| N.º     | Título                                                      | Fecha de publicación |
| ------- | ----------------------------------------------------------- | -------------------- |
| 1       | "Cash Is King" "El dinero manda"                            | 19 de marzo de 2021  |
| 2       | "Back On Track" "Nuevamente en marcha"                      | 19 de marzo de 2021  |
| 3       | "Nobody's Fool" "No soy tonto"                              | 19 de marzo de 2021  |
| 4       | "We Need to Talk About Ferrari" "Debemos hablar de Ferrari" | 19 de marzo de 2021  |
| 5       | "The End of the Affair" "El final de la aventura"           | 19 de marzo de 2021  |
| 6       | "The Comeback Kid" "El chico resurge"                       | 19 de marzo de 2021  |
| 7       | "Guenther's Choice" "La decisión de Guenther"               | 19 de marzo de 2021  |
| 8       | "No Regrets" "Sin remordimientos"                           | 19 de marzo de 2021  |
| 9       | "Man On Fire" "Hombre en llamas"                            | 19 de marzo de 2021  |
| 10      | "Down to the Wire" "Hasta el último momento"                | 19 de marzo de 2021  |
| Fuente: |                                                             |                      |

### Temporada 4
| N.º     | Título                                                    | Fecha de publicación |
| ------- | --------------------------------------------------------- | -------------------- |
| 1       | "Clash of the Titans" "Furia de titanes"                  | 11 de marzo de 2022  |
| 2       | "Ace in the Hole" "Un as bajo la manga"                   | 11 de marzo de 2022  |
| 3       | "Tipping Point" "Punto de inflexión"                      | 11 de marzo de 2022  |
| 4       | "A Mountain to Climb" "A la altura de las circunstancias" | 11 de marzo de 2022  |
| 5       | "Staying Alive" "Seguir en carrera"                       | 11 de marzo de 2022  |
| 6       | "A Point to Prove" "Todavía vigentes"                     | 11 de marzo de 2022  |
| 7       | "Growing Pains" "Las dificultades del crecimiento"        | 11 de marzo de 2022  |
| 8       | "Dances With Wolff" "Danza con Wolff"                     | 11 de marzo de 2022  |
| 9       | "Gloves are Off" "En sus marcas..."                       | 11 de marzo de 2022  |
| 10      | "Hard Racing" "Una final muy difícil"                     | 11 de marzo de 2022  |
| Fuente: |                                                           |                      |

### Temporada 5
| N.º     | Título                                                      | Fecha de publicación  |
| ------- | ----------------------------------------------------------- | --------------------- |
| 1       | "The New Dawn" "La nueva era"                               | 24 de febrero de 2023 |
| 2       | "Bounce Back" "Toto contra todo"                            | 24 de febrero de 2023 |
| 3       | "Matter of Principal" "Asunto del director"                 | 24 de febrero de 2023 |
| 4       | "Like Father, Like Son?" "¿De tal palo, tal astilla?"       | 24 de febrero de 2023 |
| 5       | "Pardon My French" "La disputa"                             | 24 de febrero de 2023 |
| 6       | "Nice Guys Finish Last" "Los tipos buenos terminan últimos" | 24 de febrero de 2023 |
| 7       | "Hot Seat" "Posición difícil"                               | 24 de febrero de 2023 |
| 8       | "Alpha Male" "Macho Alfa"                                   | 24 de febrero de 2023 |
| 9       | "Over The Limit" "Por encima del límite"                    | 24 de febrero de 2023 |
| 10      | "End of the Road" "El final del camino"                     | 24 de febrero de 2023 |
| Fuente: |                                                             |                       |

### Temporada 6
| N.º     | Título                                  | Fecha de publicación  |
| ------- | --------------------------------------- | --------------------- |
| 1       | "Money Talks" "El que paga manda"       | 23 de febrero de 2024 |
| 2       | "Fall from Grace" "Perder el prestigio" | 23 de febrero de 2024 |
| 3       | "Under Pressure" "Bajo presión"         | 23 de febrero de 2024 |
| 4       | "The Last Chapter" "El último capítulo" | 23 de febrero de 2024 |
| 5       | "Civil War" "Guerra civil"              | 23 de febrero de 2024 |
| 6       | "Leap of Faith" "Salto de fe"           | 23 de febrero de 2024 |
| 7       | "C’est la Vie" "C'est la vie"           | 23 de febrero de 2024 |
| 8       | "Forza Ferrari" "¡Vamos, Ferrari!"      | 23 de febrero de 2024 |
| 9       | "Three's a Crowd" "Tres son multitud"   | 23 de febrero de 2024 |
| 10      | "Red or Black" "Rojo o negro"           | 23 de febrero de 2024 |
| Fuente: |                                         |                       |